# 保坂本源氏物語
保坂本源氏物語（ほさかぼんげんじものがたり）は、源氏物語の写本の一つ。現在は重要文化財に指定され、東京国立博物館が所蔵しているが、1935年（昭和10年）に保阪潤治の所蔵する写本として世に出たために、同人の手を離れた現在でも「保坂本」の名で呼ばれている。

## 概要
「浮舟」を欠く53帖が現存している。「松風」以降の36帖が鎌倉時代の書写と見られ、伝藤原為家等各筆本とされる。「桐壺」から「絵合」までの17帖は三条西実隆等室町時代中期の青表紙本による補写とされている。本文系統は別本、河内本、青表紙本が含まれる取り合わせ本であり、各系統がそれぞれ何帖になるかについては多少見解が分かれることもあるものの、「陽明文庫本」に次いで別本を多く含むことで貴重な存在であるとされている。

## 伝来
本写本の伝来について判明している限りでは、寛政の改革を主導した江戸時代後期の大名・白河藩主（晩年に桑名藩に移る）の松平定信のもとにあったとされるのが最も古い情報である。松平定信は『源氏物語』に深い関心を抱いていたと見られ、生涯に7度にわたって『源氏物語』全巻を書写したほか、何度か巻名歌を詠んだり、本居宣長の「もののあはれ」論を批判した記録等が残っている。
本写本は、松平定信の死後も桑名松平家のもとにあったと見られるが、昭和に入って売りに出され、竹内文平の仲介により、1935年（昭和10年）2月に新潟県の大地主で、豊富な資金を元に当時様々な古文書・古書籍を収集していた保阪潤治が入手したため、「保坂本」の名前で世に出ることになった。保阪は、当時池田亀鑑が進めていた『源氏物語』の校本作成事業のための資料収集に協力していた人物の一人であり、彼が入手したことによって、断片的ながら本写本は池田が作成していた（後に『校異源氏物語』として結実することになる）校本の対校本の一つとして採用されることになった。本写本は1936年（昭和11年）、当時の国宝保存法により旧国宝（文化財保護法下の重要文化財に相当）に指定されている。
戦後、農地改革や財産税法施行などに伴い、大地主であった保阪はほとんどの財産を失い、本写本も売却されて東京・神田神保町の古書店「一誠堂書店」が購入した。その後1983年（昭和58年）に文化庁が購入し、現在は東京国立博物館に所蔵されている。『源氏物語別本集成』では一部（「若菜 上」、「若菜 下」、「柏木」、「横笛」、「匂宮」、「紅梅」、「竹河」、「夢浮橋」）が底本に採用された。また1995年（平成7年）から1997年（平成9年）にかけて伊井春樹・伊藤鉃也・中村一夫らの手による詳細な調査が行われ、影印本が出版された。

## 写本の状況
「浮舟」を欠く53帖のみが現存する。なお、1937年（昭和12年）2月に冨山房から出版された橋本進吉編『源氏物語展観書解説』の「別本系統の諸本」の項には、「一五 源氏物語 五十四帖 国宝伝藤原為家筆各筆 保坂潤治氏蔵」とあるが、本写本を54帖とする資料はこれだけであり、おそらくは書き誤りであろうとされている。黒漆塗の外箱に6個の小引き出しに分けて納められている。外箱には「松平本 源氏物語」と記した紙が貼られている。

## 本文
本写本は陽明文庫本、国冬本、阿里莫本、麦生本等と並ぶ「代表的な別本系統の本文を持つ写本」とされており、「鎌倉時代の書写部分の36帖については松風、葵の2帖が河内本であるほかはすべて別本であり、別本がこれほどまとまっているのはこの本をもって第一とする」、「別本が三十四帖もまとまっているのは、この本をもって第一とする」などとされている。

## 校本への採用
本写本の本文は、鎌倉時代の書写と見られる松風以降の別本の本文を持つとされた巻を中心に、『校異源氏物語』及び『源氏物語大成』（校異編）に写本記号「保」として校合本文の一つとして採用されている。
また、『源氏物語別本集成』では大部分で底本に採用されている陽明文庫本の本文が別本でないとされた「若菜 上」、「若菜 下」、「柏木」、「横笛」、「匂宮」、「紅梅」、「竹河」、「夢浮橋」について本写本が底本に採用されており、そのほかの巻でも鎌倉時代の書写と見られる松風以降の巻については、校合本文の一つとして採用されている。
さらに1999年（平成11年）に出版された『CD-ROM 角川古典大観 源氏物語』においては、本写本の本文が電子データの形で収録されており、代表的な青表紙本の本文を持つとされる写本である大島本・代表的な河内本の本文を持つとされる写本である尾州家河内本・代表的な別本の本文を持つとされる写本である陽明文庫本とこの「保坂本」の4写本の本文を、同時に並べて比較できるようになっている。

## 影印本
伊井春樹・伊藤鉃也・中村一夫らの手による詳細な調査が行われ、その成果が1995年（平成7年）から1997年（平成9年）にかけて影印本という形で刊行されたものである。「浮舟」を除く53帖が1帖ごとに1冊で編冊されているが、2ないし6帖ごとに1巻として箱に入れられて、箱単位で販売されている。最終巻の第12巻には「蜻蛉」から「夢浮橋」までの他に、別冊1として本写本に欠けている「浮舟」帖を、江戸時代初期という保坂本よりはかなり新しい時期の書写と見られるのの保坂本に近い本文を持つとされる東京大学本の「浮舟」帖で補っており、別冊2として本写本の伝来や現状について説明した「解題」が含まれている。
- 保坂本源氏物語 第1巻 （5冊セット） おうふう 1995年（平成7年）11月 ISBN 978-4-273-02861-9
  - 保坂本源氏物語 第1巻[1] 桐壺
  - 保坂本源氏物語 第1巻[2] 帚木
  - 保坂本源氏物語 第1巻[3] 空蝉
  - 保坂本源氏物語 第1巻[4] 夕顔
  - 保坂本源氏物語 第1巻[5] 若紫
- 保坂本源氏物語 第2巻 （5冊セット） おうふう 1995年（平成7年）12月 ISBN 978-4-273-02862-6
  - 保坂本源氏物語 第2巻[1] 末摘花
  - 保坂本源氏物語 第2巻[2] 紅葉賀
  - 保坂本源氏物語 第2巻[3] 花宴
  - 保坂本源氏物語 第2巻[4] 葵
  - 保坂本源氏物語 第2巻[5] 賢木
- 保坂本源氏物語 第3巻 （6冊セット） おうふう 1996年（平成8年）1月 ISBN 978-4-273-02863-3
  - 保坂本源氏物語 第3巻[1] 花散里
  - 保坂本源氏物語 第3巻[2] 須磨
  - 保坂本源氏物語 第3巻[3] 明石
  - 保坂本源氏物語 第3巻[4] 澪標
  - 保坂本源氏物語 第3巻[5] 蓬生
  - 保坂本源氏物語 第3巻[6] 関屋
- 保坂本源氏物語 第4巻 （5冊セット） おうふう 1996年（平成8年）2月 ISBN 978-4-273-02864-0
  - 保坂本源氏物語 第4巻[1] 絵合
  - 保坂本源氏物語 第4巻[2] 松風
  - 保坂本源氏物語 第4巻[3] 薄雲
  - 保坂本源氏物語 第4巻[4] 朝顔
  - 保坂本源氏物語 第4巻[5] 少女
- 保坂本源氏物語 第5巻 （6冊セット） おうふう 1996年（平成8年）3月 ISBN 978-4-273-02865-7
  - 保坂本源氏物語 第5巻[1] 玉鬘
  - 保坂本源氏物語 第5巻[2] 初音
  - 保坂本源氏物語 第5巻[3] 胡蝶
  - 保坂本源氏物語 第5巻[4] 蛍
  - 保坂本源氏物語 第5巻[5] 常夏
  - 保坂本源氏物語 第5巻[6] 篝火
- 保坂本源氏物語 第6巻 （6冊セット） おうふう 1996年（平成8年）4月 ISBN 978-4-273-02866-4
  - 保坂本源氏物語 第6巻[1] 野分
  - 保坂本源氏物語 第6巻[2] 行幸
  - 保坂本源氏物語 第6巻[3] 藤袴
  - 保坂本源氏物語 第6巻[4] 真木柱
  - 保坂本源氏物語 第6巻[5] 梅枝
  - 保坂本源氏物語 第6巻[6] 藤裏葉
- 保坂本源氏物語 第7巻 （2冊セット） おうふう 1996年（平成8年）5月 ISBN 978-4-273-02867-1
  - 保坂本源氏物語 第7巻[1] 若菜 上
  - 保坂本源氏物語 第7巻[2] 若菜 下
- 保坂本源氏物語 第8巻 （4冊セット） おうふう 1996年（平成8年）6月 ISBN 978-4-273-02868-8
  - 保坂本源氏物語 第8巻[1] 柏木
  - 保坂本源氏物語 第8巻[2] 横笛
  - 保坂本源氏物語 第8巻[3] 鈴虫
  - 保坂本源氏物語 第8巻[4] 夕霧
- 保坂本源氏物語 第9巻 （5冊セット） おうふう 1996年（平成8年）7月 ISBN 978-4-273-02869-5
  - 保坂本源氏物語 第9巻[1] 御法
  - 保坂本源氏物語 第9巻[2] 幻
  - 保坂本源氏物語 第9巻[3] 匂宮
  - 保坂本源氏物語 第9巻[4] 紅梅
  - 保坂本源氏物語 第9巻[5] 竹河
- 保坂本源氏物語 第10巻 （3冊セット） おうふう 1996年（平成8年）8月 ISBN 978-4-273-02870-1
  - 保坂本源氏物語 第10巻[1] 橋姫
  - 保坂本源氏物語 第10巻[2] 椎本
  - 保坂本源氏物語 第10巻[3] 総角
- 保坂本源氏物語 第11巻 （3冊セット） おうふう 1996年（平成8年）9月 ISBN 978-4-273-02871-8
  - 保坂本源氏物語 第11巻[1] 早蕨
  - 保坂本源氏物語 第11巻[2] 宿木
  - 保坂本源氏物語 第11巻[3] 東屋
- 保坂本源氏物語 第12巻 （5冊セット） おうふう 1997年（平成9年）3月 ISBN 978-4-273-02872-5
  - 保坂本源氏物語 第12巻[1] 蜻蛉
  - 保坂本源氏物語 第12巻[2] 手習
  - 保坂本源氏物語 第12巻[3] 夢浮橋
  - 保坂本源氏物語 別冊1 浮舟（東京大学本）
  - 保坂本源氏物語 別冊2 保坂本源氏物語解題